# Peter Regin
Peter Regin – fulde navn Peter Regin Jensen – (født 16. april 1986) er en dansk professionel ishockeyspiller. Hans foretrukne position på isen er center. Han er draftet til NHL af Ottawa Senators som nr. 87 i 2004.
Han skrev en to-årig kontrakt med Ottawa forud for sæsonen 08-09. Han startede dog sæsonen for Ottawas farmerhold Binghamton Senators i AHL inden han den 20. januar 2009 blev kaldt op til Ottawas hold i National Hockey League hvor han debuterede samme dag i en kamp mod Washington Capitals. Dagen efter blev han sendt retur til Binghamton.
Efter NHL's Allstar-pause blev Regin dog igen kaldt op af Ottawa og han scorede sit første NHL-mål i sin blot tredje NHL-kamp den 29. januar 2009 mod Chris Mason og St. Louis Blues.
Regin spillede i perioden 2005-08 for Timrå IK i den svenske eliteserie. Peter Regin fik sin ishockeyopvækst i Herning og spillede tre sæsoner for Herning Blue Fox i den bedste danske række Superisligaen før han skiftede til svensk ishockey.
Regin har været på det danske VM-landshold 6 gange, fra 2005-10.
I juli 2010 underskrev Regin en to-årig kontrakt med Ottawa, der i alt vil indbringe ham 2 millioner USD, svarende til ca 11,8 millioner kroner.
Peter Regin forlod Ottawa Senators ved udgangen af sæsonen 2012-13 efter 6 sæsoner i Ottawa, for at forsætte karrieren i New York Islanders, hvor han blev holdkammerat med sin gode ven og tidligere holdkammerat fra Herning tiden, Frans Nielsen. Det blev dog kun til en enkelt sæson og 44 kampe. Midt i sæsonen 2013-14 skrev Chicago Blackhawks, de forsvarende Stanley Cup vindere, kontrakt med Regin - det er i halvanden sæson blevet til 21 kampe og 2 mål. I sæsonen 2014-15 kom Regin i overskud og blev flyttet ned på farmer holdet Rockford Icehogs i den næstbedste række (AHL).